# Mata Grande (ort i Brasilien, Alagoas, Mata Grande)
Mata Grande är en ort i Brasilien.   Den ligger i kommunen Mata Grande och delstaten Alagoas, i den östra delen av landet, 1 300 km nordost om huvudstaden Brasília. Mata Grande ligger 624 meter över havet och antalet invånare är 4 654.
Terrängen runt Mata Grande är kuperad åt sydost, men åt nordväst är den platt. Mata Grande ligger uppe på en höjd. Runt Mata Grande är det ganska glesbefolkat, med 28 invånare per kvadratkilometer.. Närmaste större samhälle är Inhapi, 11,7 km söder om Mata Grande.
Omgivningarna runt Mata Grande är huvudsakligen savann.